# Trypanothacus azraqensis
Espèce
Trypanothacus azraqensis est une espèce de scorpions de la famille des Buthidae.

## Distribution
Cette espèce est endémique de Jordanie. Elle se rencontre vers Azraq.

## Description
Le mâle holotype mesure 42,7 mm et la femelle paratype 49 mm, les mâles mesurent de 39 à 43 mm et les femelles de 40 à 49 mm.

## Étymologie
Son nom d'espèce, composé de azraq et du suffixe latin -ensis, « qui vit dans, qui habite », lui a été donné en référence au lieu de sa découverte, Azraq.

## Publication originale
- Al-Saraireh, Afifeh, Aloufi, Amr & Lourenço, 2021 : « First record of the genus Trypanothacus Lowe, Kovařík, Stockmann & Šťáhlavský, 2019 in Jordan and description of a new species (Scorpiones: Buthidae). » Serket, vol. 18, no 1, p. 11-21.